# De-novo-Synthese
Die De-novo-Synthese bezeichnet chemische Reaktionen zur Erzeugung von Molekülen aus vergleichsweise einfachen Vorläufermolekülen. Da keine größeren Moleküle dafür verwendet werden, wird sie als de novo (lateinisch ‚von Neuem‘) bezeichnet.

## Eigenschaften
Eine De-novo-Synthese wird in der organischen Chemie meistens weitgehend synonym zur Totalsynthese verwendet.
In der Biochemie werden anabole Stoffwechselwege zur Biosynthese von Molekülen aus neu erzeugten Grundstoffen als De-novo-Synthesen bezeichnet. Im Gegensatz zur De-novo-Synthese werden in einem Salvage-Pathway die Vorläuferstoffe aus dem biologischen Abbau von anderen Biomolekülen freigesetzt und wiederverwendet.

## Beispiel
Ein bekanntes Beispiel für eine De-novo-Synthese ist die Bildung polychlorierter Dibenzodioxine und Dibenzofurane (PCDD/F) im Abgas einer Müllverbrennungsanlage. In einem Temperaturfenster von 200 °C bis 400 °C entstehen über metallkatalysierte Chlorierungsreaktionen PCDD/F aus im Verbrennungsabgas enthaltenen Kohlenstoff. Gegenmaßnahmen sind unter anderem eine Optimierung des Ausbrands und eine Entstaubung des Abgases bei Temperaturen unter 200 °C.